# Ministério da Coesão Territorial
O Ministério da Coesão Territorial (MCT) foi o departamento do Governo de Portugal, responsável pela tutela e execução das políticas públicas respeitantes à gestão territorial.